# Lijst van voetbalinterlands Marokko - Togo
Deze lijst van voetbalinterlands is een overzicht van alle officiële voetbalwedstrijden tussen de nationale teams van Marokko en Togo. De landen hebben tot op heden twaalf keer tegen elkaar gespeeld. De eerste ontmoeting was een kwalificatiewedstrijd voor de Afrika Cup 1980 op 11 november 1979 in Rabat. Het laatste duel, een groepswedstrijd tijdens het African Championship of Nations 2020, werd gespeeld in Douala (Kameroen) op 18 januari 2021.

## Wedstrijden
| №  | Plaats     | Datum            | Competitie                           | Wedstrijd      | Uitslag |
| -- | ---------- | ---------------- | ------------------------------------ | -------------- | ------- |
| 1  | Rabat      | 28 oktober 1979  | Afrika Cup 1980 kwalificatie         | Marokko − Togo | 7 − 0   |
| 2  | Lomé       | 11 november 1979 | Afrika Cup 1980 kwalificatie         | Togo − Marokko | 2 − 1   |
| 3  | Rabat      | 26 november 1997 | Vriendschappelijk                    | Marokko − Togo | 3 − 0   |
| 4  | Lomé       | 28 februari 1999 | Afrika Cup 2000 kwalificatie         | Togo − Marokko | 2 − 3   |
| 5  | Casablanca | 10 april 1999    | Afrika Cup 2000 kwalificatie         | Marokko − Togo | 1 − 1   |
| 6  | Rouen      | 17 augustus 2005 | Vriendschappelijk                    | Marokko − Togo | 0 − 1   |
| 7  | Rabat      | 20 juni 2009     | WK 2010 kwalificatie                 | Marokko − Togo | 0 − 0   |
| 8  | Lomé       | 6 september 2009 | WK 2010 kwalificatie                 | Togo − Marokko | 1 − 1   |
| 9  | Casablanca | 14 november 2012 | Vriendschappelijk                    | Marokko − Togo | 0 − 1   |
| 10 | Marrakesh  | 15 november 2016 | Vriendschappelijk                    | Marokko − Togo | 2 − 1   |
| 11 | Oyem       | 20 januari 2017  | Afrika Cup 2017                      | Marokko − Togo | 3 − 1   |
| 12 | Douala     | 18 januari 2021  | African Championship of Nations 2020 | Marokko − Togo | 1 − 0   |

## Samenvatting
| Competitie                      | Totaal gespeeld | Winst Marokko | Gelijk | Winst Togo | Doelsaldo Marokko – Togo |
| ------------------------------- | --------------- | ------------- | ------ | ---------- | ------------------------ |
| WK-kwalificatie                 | 2               | 0             | 2      | 0          | 1 − 1                    |
| Afrika Cup                      | 1               | 1             | 0      | 0          | 3 − 1                    |
| Afrika Cup-kwalificatie         | 4               | 2             | 1      | 1          | 12 − 5                   |
| African Championship of Nations | 1               | 1             | 0      | 0          | 1 − 0                    |
| Vriendschappelijk               | 4               | 2             | 0      | 2          | 3 − 2                    |
| Totaal                          | 12              | 6             | 3      | 3          | 20 − 9                   |

## Details

### Elfde ontmoeting
| Afrika Cup 2017 (Oyem, Gabon, 20 januari 2017):            |       |                    |
| Marokko                                                    | 3 – 1 | Togo               |
| Aziz Bouhaddouz 14' Romain Saïss 21' Youssef En-Nesyri 72' | goals | 5' Mathieu Dossevi |

FRMF · A-internationals · Bondscoaches · Marokkaans vrouwenelftal · Olympisch elftal · Lokaal · Marokko U23 · Marokko U21 · Marokko U20 · Marokko U19 · Marokko U18 · Marokko U17
1950 – 1959 ·
1960 – 1969 ·
1970 – 1979 ·
1980 – 1989 ·
1990 – 1999 ·
2000 – 2009 ·
2010 – 2019 ·
2020 − 2029
WK 1970 ·
WK 1986 ·
WK 1994 ·
WK 1998 ·
WK 2018 ·
WK 2022
OS 1964 ·
OS 1972 ·
OS 1984 ·
OS 1992 ·
OS 2000 ·
OS 2004 ·
OS 2012
1944 · 
1957 · 
1958 · 
1959 · 
1960 · 
1961 · 
1962 · 
1963 · 
1964 · 
1965 · 
1966 · 
1967 · 
1968 · 
1969 · 
1970 · 
1971 · 
1972 · 
1973 · 
1974 · 
1975 · 
1976 · 
1977 · 
1978 · 
1979 · 
1980 · 
1981 · 
1982 · 
1983 · 
1984 · 
1985 · 
1986 · 
1987 · 
1988 · 
1989 · 
1990 · 
1991 · 
1992 · 
1993 · 
1994 · 
1995 · 
1996 · 
1997 · 
1998 · 
1999 · 
2000 · 
2001 · 
2002 · 
2003 · 
2004 · 
2005 · 
2006 · 
2007 · 
2008 · 
2009 · 
2010 · 
2011 · 
2012 · 
2013 · 
2014 ·
2015 ·
2016 ·
2017 ·
2018 ·
2019 ·
2020 ·
2021 ·
2022 ·
2023 ·
2024
Albanië ·
Algerije ·
Angola ·
Argentinië ·
Armenië ·
Australië ·
Bahrein ·
België ·
Benin ·
Botswana ·
Brazilië ·
Bulgarije ·
Burkina Faso ·
Burundi ·
Canada ·
Centraal-Afrikaanse Republiek ·
Chili ·
China ·
Colombia ·
Comoren ·
Congo-Brazzaville ·
Congo-Kinshasa ·
Costa Rica ·
DDR ·
Denemarken ·
Duitsland ·
Egypte ·
Engeland ·
Equatoriaal-Guinea ·
Estland ·
Ethiopië ·
Finland ·
Frankrijk ·
Gabon ·
Gambia ·
Georgië ·
Ghana ·
Griekenland ·
Guinee ·
Guinee-Bissau ·
Hongkong ·
Ierland ·
India ·
Indonesië ·
Irak ·
Iran ·
Italië ·
Ivoorkust ·
Jamaica ·
Jemen ·
Joegoslavië ·
Jordanië ·
Kaapverdië ·
Kameroen ·
Kenia ·
Koeweit ·
Kroatië ·
Lesotho ·
Libanon ·
Liberia ·
Libië ·
Luxemburg ·
Malawi ·
Maleisië ·
Mali ·
Mauritanië ·
Mexico ·
Mozambique ·
Myanmar ·
Namibië ·
Nederland ·
Nieuw-Zeeland ·
Niger ·
Nigeria ·
Noord-Ierland ·
Noorwegen ·
Oeganda ·
Oekraïne ·
Oezbekistan ·
Oman ·
Palestina ·
Paraguay ·
Peru ·
Polen ·
Portugal ·
Qatar ·
Roemenië ·
Rusland ·
Rwanda ·
Saoedi-Arabië ·
Sao Tomé en Principe ·
Schotland ·
Senegal ·
Servië ·
Sierra Leone ·
Slowakije ·
Soedan ·
Somalië ·
Sovjet-Unie ·
Spanje ·
Syrië ·
Tanzania ·
Thailand ·
Togo ·
Trinidad en Tobago ·
Tsjechië ·
Tunesië ·
Uruguay ·
Verenigde Arabische Emiraten ·
Verenigde Staten ·
Zambia ·
Zimbabwe ·
Zuid-Afrika ·
Zuid-Jemen ·
Zuid-Korea ·
Zwitserland
België (2022) · 
Frankrijk (2022) ·
Iran (2018) · 
Kroatië (2022, 1) ·
Kroatië (2022, 2) ·
Portugal (2018) · 
Portugal (2022) ·
Spanje (2018) ·
Spanje (2022)
FTF · Selecties · Togolees vrouwenelftal
1950 – 1959 · 
1960 – 1969 · 
1970 – 1979 · 
1980 – 1989 · 
1990 – 1999 · 
2000 – 2009 · 
2010 – 2019 ·
2020 − 2029
WK 2006
Algerije ·
Angola ·
Bahrein ·
Benin ·
Botswana ·
Bukina Faso ·
Centraal-Afrikaanse Republiek ·
Chili ·
Comoren ·
Congo-Bazzaville ·
Congo-Kinshasa ·
Denemarken ·
Djibouti ·
Egypte ·
Equatoriaal-Guinea ·
Ethiopië ·
Frankrijk ·
Gabon ·
Gambia ·
Ghana ·
Guinee ·
Guinee-Bissau ·
Iran ·
Ivoorkust ·
Japan ·
Kaapverdië ·
Kameroen ·
Kenia ·
Lesotho ·
Liberia ·
Libië ·
Liechtenstein ·
Luxemburg ·
Madagaskar ·
Malawi ·
Mali ·
Marokko ·
Mauritanië ·
Mauritius ·
Mozambique ·
Namibië ·
Niger ·
Nigeria ·
Oeganda ·
Oman ·
Paraguay ·
Rwanda ·
Sao Tomé en Principe ·
Saoedi-Arabië ·
Senegal ·
Sierra Leone ·
Soedan ·
Swaziland ·
Tsjaad ·
Tunesië ·
Verenigde Arabische Emiraten ·
Zambia ·
Zimbabwe ·
Zuid-Korea ·
Zuid-Soedan ·
Zwitserland
Frankrijk (2006) · 
Zuid-Korea (2006) · 
Zwitserland (2006)